# مگس‌گیر چاپادا
مگس‌گیر چاپادا (نام علمی: Guyramemua affine) یک گونه نزدیک تهدید از پرندگان در زیرتیرهٔ Fluvicolinae از تیرهٔ ژیان‌مرغان (Tyrannidae) است که در بولیوی و برزیل یافت می‌شود.